# Vanádium-tetrafluorid
A vanádium-tetrafluorid, vagy vanádium(IV)-fluorid a vanádium szervetlen fluoridja, kémiai képlete VF4. Standard körülmények közt élénkzöld színű, erősen higroszkópos, paramágneses tulajdonságú kristályos anyag. Polimer szerkezetének köszönhetően nem illékony, szemben a vanádium-tetrakloriddal. Melegítés hatására még az olvadáspontja előtt elbomlik.

## Előállítás és reakciók
A vanádium-tetrafluorid előállítható vanádium-tetraklorid hidrogén-fluoriddal való reakciójával, első előállítása is így történt:
VCl4 + 4 HF → VF4 + 4 HCl
325 °C-on diszproporció útján elbomlik vanádium-trifluoridra és vanádium-pentafluoridra:
2 VF4 → VF3 + VF5

## Szerkezet

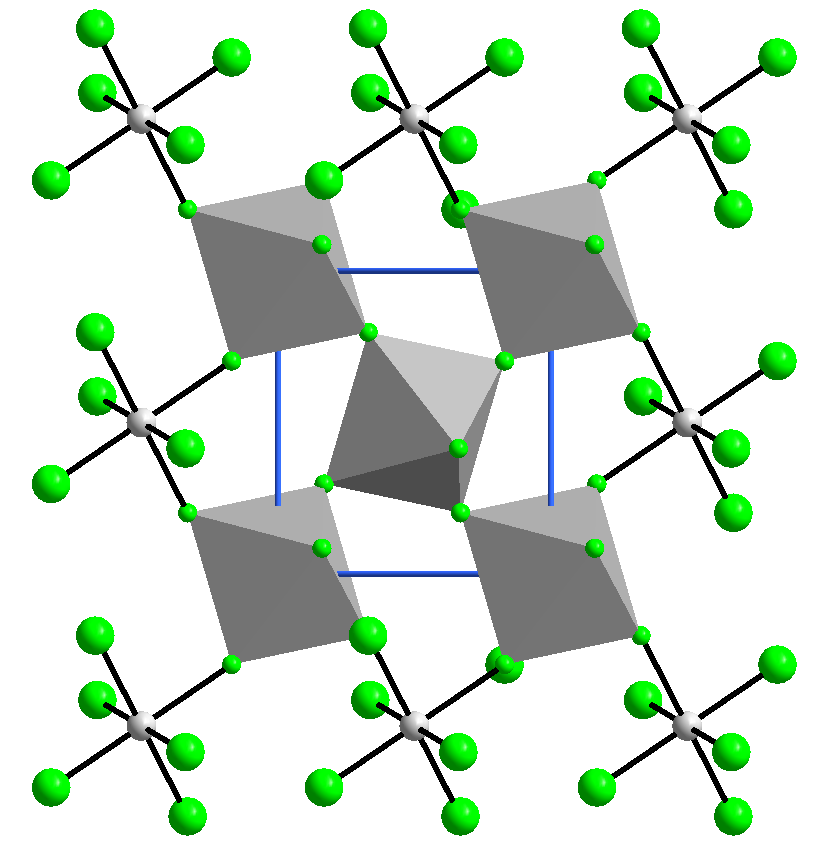
A vanádium-tetrafluorid szerkezete
V^{4+}; F^{−}

A vanádium-tetrafluorid szerkezete hasonló az ón-tetrafluorid szerkezetéhez. Minden vanádiumatomhoz hat fluorid ligandum kapcsolódik oktaéderes szerkezetben. A hat fluoridion közül négy egy másik vanádiumhoz kapcsolódik, így polimer szerkezet alakul ki.

## Fordítás
Ez a szócikk részben vagy egészben  a   Vanadium tetrafluoride című angol Wikipédia-szócikk ezen változatának fordításán alapul.  Az eredeti cikk szerkesztőit annak laptörténete sorolja fel. Ez a jelzés csupán a megfogalmazás eredetét és a szerzői jogokat jelzi, nem szolgál a cikkben szereplő információk forrásmegjelöléseként.